# Piramida Sahure

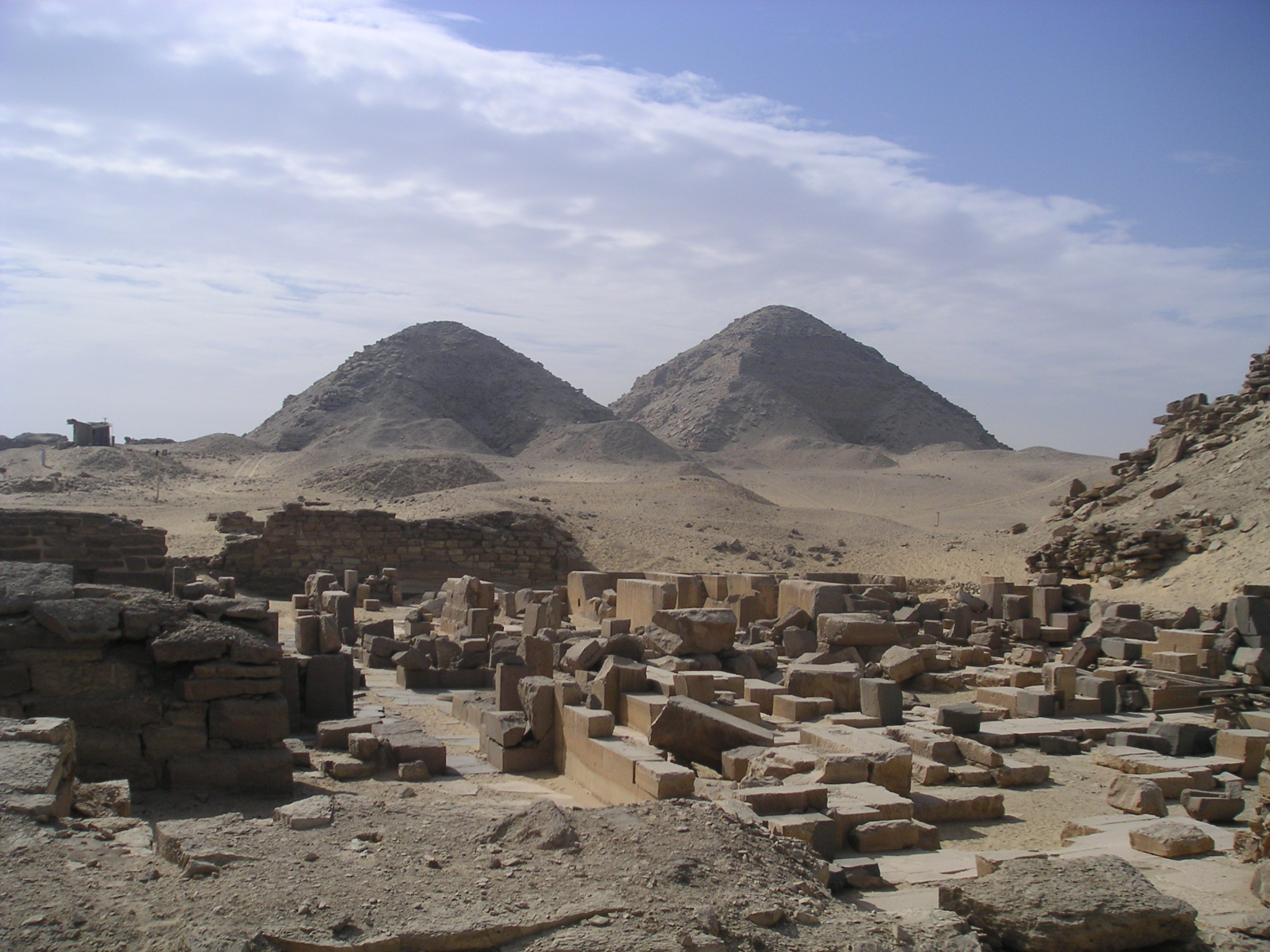
Pozostałości świątyni grobowej Sahure – w tle piramidy Niuserre i Neferirkare

Piramida Sahure – piramida władcy starożytnego Egiptu z V dynastii, Sahurego, położona na nekropolii w Abusir.

## Znaczenie
Była prawdopodobnie pierwszą piramidą wybudowaną w Abusir. Ze wszystkich piramid władców V dynastii jest najdalej na północ położoną piramidą (oprócz jednej niedokończonej). Znaczenie kompleksu grobowego Sahure jest tym większe, że zachowały się w nim liczne znakomite reliefy pozwalające odtworzyć różne aspekty panowania tego władcy i życia Egipcjan w tamtych czasach.

## Piramida

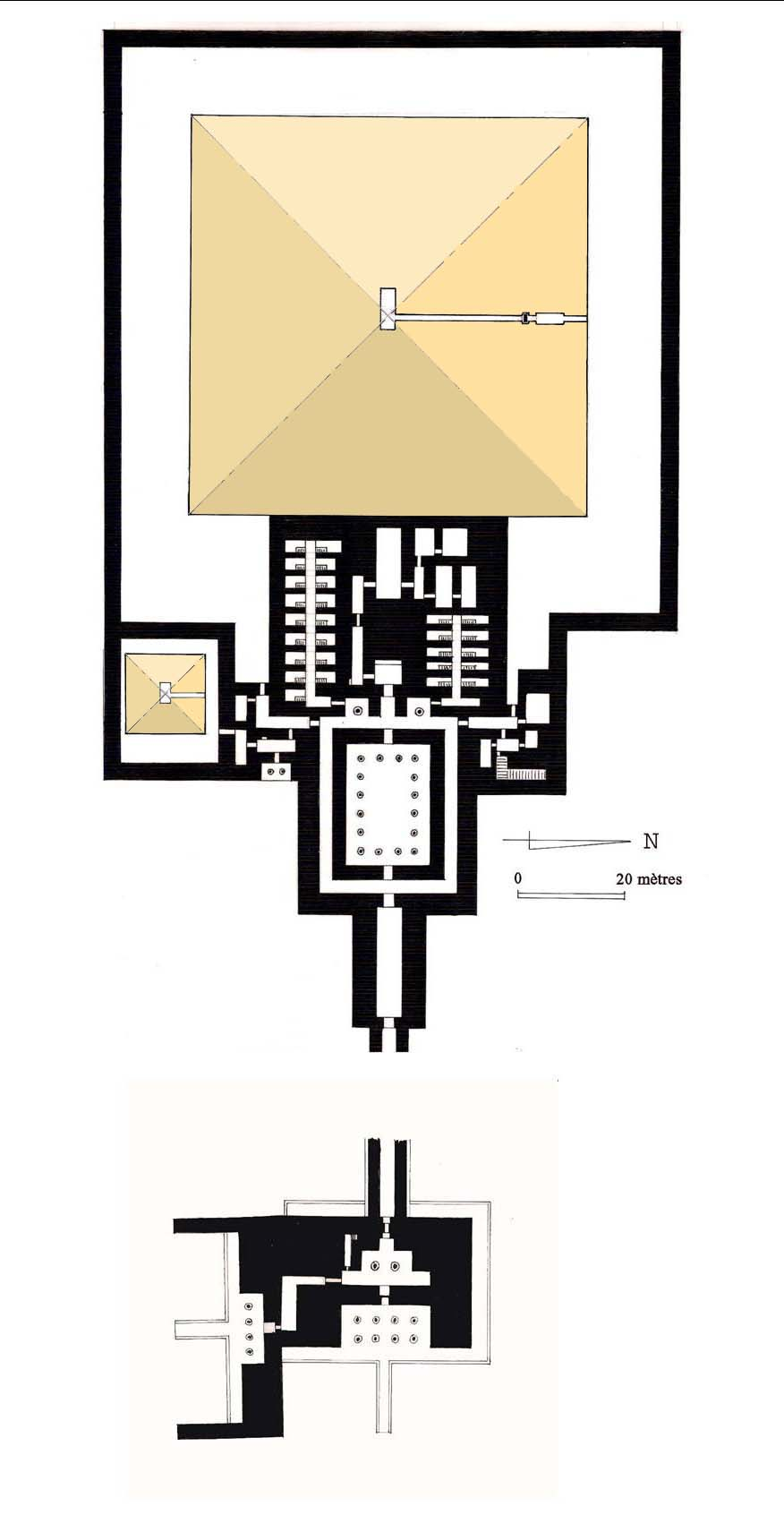
Plan kompleksu grobowego Sahurego

Piramida pierwotnie osiągała wysokość 48 metrów, a długość jej boku wynosiła 78,5 metra. Kąt nachylenia ścian sięgał 50°30'. Rdzeń konstrukcji składał się z pionowych warstw kamieni z miejscowego wapienia. Wnętrze komory grobowej oraz ściany pokryte reliefami wykonano z wapienia pochodzącego z Tury. Z tego samego materiału była również zbudowana zewnętrzna okładzina, jednak do współczesnych czasów zachowało się jedynie kilka jej fragmentów.
Do wnętrza piramidy prowadzi korytarz niemal całkowicie zawalony blokami oderwanymi od stropu. Pierwszy odcinek korytarza przebiega skośnie w dół pod kątem 27°, a następnie przechodzi w odcinek poziomy, zakończony granitową przegrodą. Za przegrodą korytarz ponownie schodzi w dół, prowadząc do podłużnej komory grobowej.
Piramida jest obecnie znacznie zniszczona. Przyczyną tego była zarówno słaba jakość wykonania, ukryta pierwotnie pod zewnętrzną okładziną, jak i późniejsze traktowanie konstrukcji jako źródła materiału budowlanego.

## Świątynia grobowa

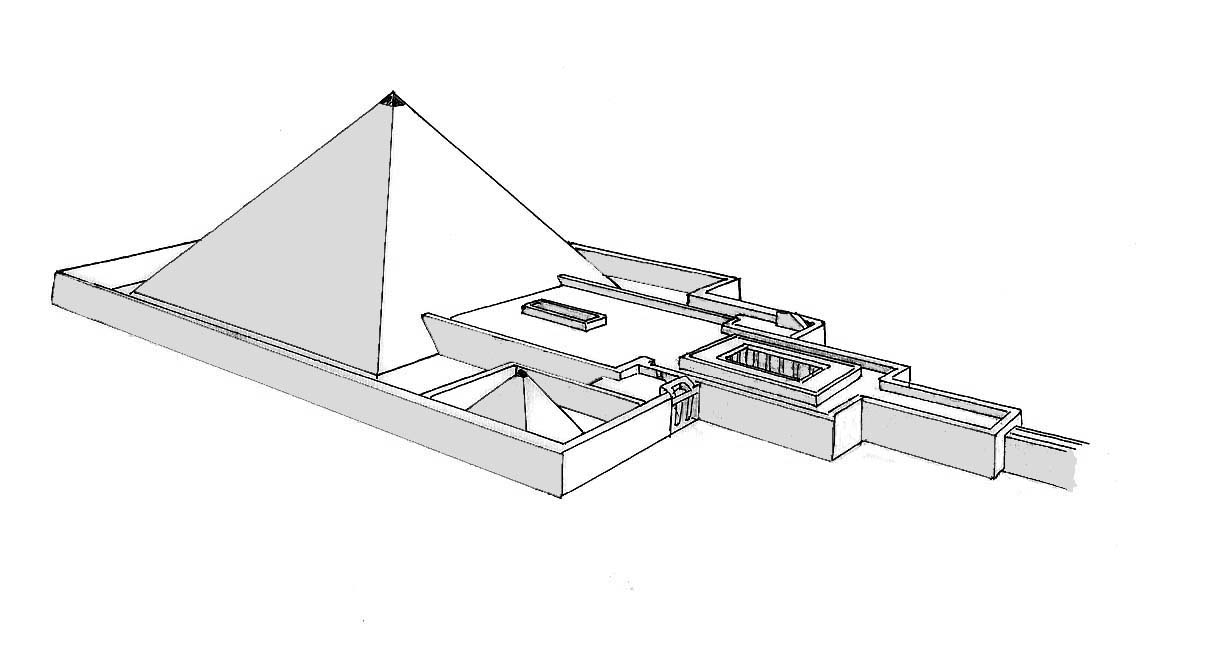
Rekonstrukcja widoku kompleksu grobowego Sahurego

Bogato zdobiona świątynia grobowa, kontrastująca z niedbale wykonaną piramidą, zawiera liczne elementy architektoniczne i artystyczne:
- Przedsionek – pełniący funkcję wejścia do świątyni.
- Obejście – zdobione reliefami przedstawiającymi sceny z życia, takie jak polowanie, łowienie ptaków i ryb oraz prowadzenie zwierząt ofiarnych.
- Dziedziniec ofiarny – centralne miejsce rytuałów ofiarnych, wyposażone w alabastrowy ołtarz i bazaltową posadzkę.
- Obejście dziedzińca – otoczone kolumnami zwieńczonymi kapitelami ozdobionymi liśćmi palmowymi, ze stropem zdobionym motywem gwiazd. Reliefy na ścianach przedstawiają Neferirkare I, następcę Sahurego, oraz zwycięstwa Sahurego nad Azjatami i Libijczykami.
- Poprzeczny korytarz – na ścianie wschodniej zachowały się reliefy ilustrujące morską wyprawę Egipcjan i statki pełnomorskie, a na zachodniej przedstawienia bogów.
- Sala z pięcioma niszami – w których pierwotnie znajdowały się posągi, które nie przetrwały do naszych czasów.
- Sanktuarium – o wymiarach 5,2 m na 3,6 m, pełniące funkcję świętego miejsca świątyni.

Świątynia grobowa stanowi wybitny przykład kunsztu artystycznego i architektonicznego epoki, uwieczniając w formie reliefów życie, zwycięstwa i rytuały związane z kultem zmarłych władców

## Piramida kultowa
W kompleksie grobowym znajduje się również mniejsza piramida kultowa, pierwotnie o wysokości 11,6 m, długości boku 15,7 m i kącie nachylenia ścian 56°.

## Świątynia dolna
Na wschód biegnie rampa łącząca kompleks ze świątynią dolną, będącą najlepiej zachowaną świątynią tego rodzaju po świątyni Chefrena. Była zbudowana na osi północ – południe. Do wnętrza prowadzą dwa wejścia: południowe i wschodnie. Wschodnie wejście ozdobione jest ośmioma kolumnami z różowego granitu, podczas gdy południowy portyk świątyni ma ich jeszcze cztery. Świątynia ma bazaltową posadzkę, dekorowane reliefami ściany i pokryty gwiazdami sufit. Oba wejścia prowadzą do głównego pomieszczenia, w którego zachodniej ścianie znajduje się wyjście na rampę.